# Xavier Gargan
Louis-Xavier Gargan (Coucy-le-Château-Auffrique, Aisne; 20 de enero de 1816 - Coucy, Francia; 19 de octubre de 1886) fue un industrial francés.

## Biografía
En 1826, comenzó su aprendizaje en París, en los talleres de mecánica, inevitablemente conduciéndolo a la gran obra del siglo: el ferrocarril. Después de trabajar en varios talleres, estudió en el Conservatorio Nacional de Artes y Oficios. Entre 1847 y 1873, registró casi trece patentes. Su destino está sellado al ferrocarril desde la primera Exposición Universal de Londres en 1851, a donde fue enviado como delegado por la Cámara de Comercio de París.
En 1854 compró tierras en un campo de la antigua aldea de La Villette, en París creando los Talleres Gargan construyendo locomotoras (de vapor) y coches. Recibió su primer liderazgo al frente de la compañía del ferrocarril de Orsay, al ganar cuatro licitaciones para coches para empresas del Nordeste. En 1859, Gargan desarrollo los planos del primer ferrotanque, que permitiría abastecer de agua potable a la sede del Canal de Suez, comenzada por Ferdinand de Lesseps, construido un año más tarde. El jurado de la Exposición Universal de 1860 en París le otorgó una medalla de oro para esta invención.

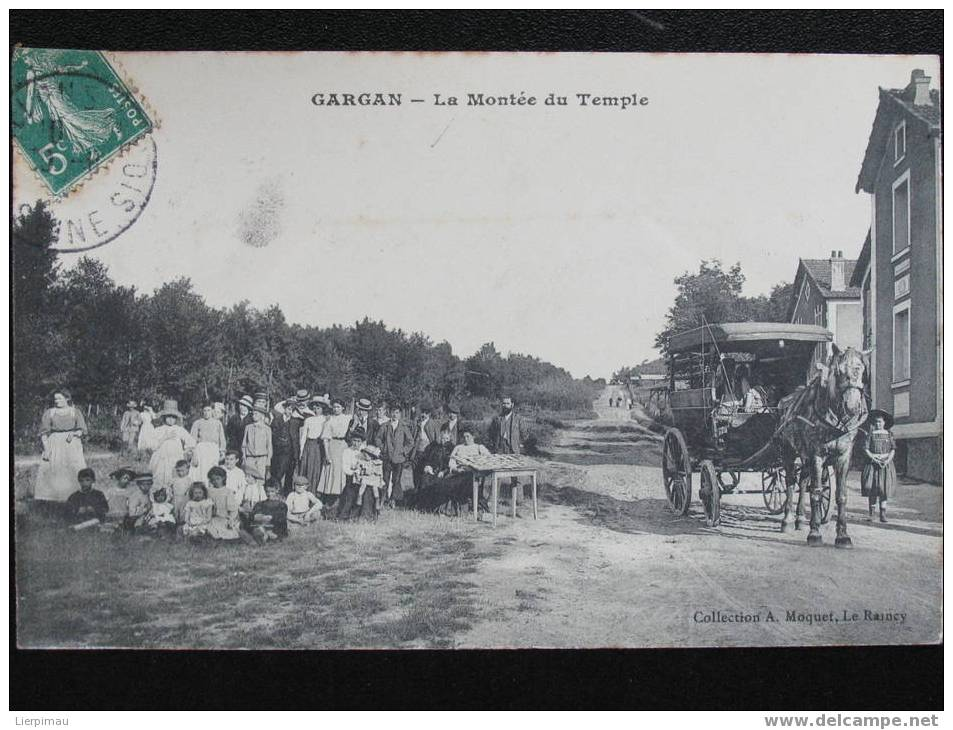
El ascenso del Templo

Para 1860 - 1861, adquirió un segundo sitio en la carretera Le Raincy a Livry (Ascenso del Templo y el boulevard de la República) construyendó su vivienda, y poco después en otras parcelas, construyó una segunda planta y un aserradero. Instaladó en la ciudad de Livry, Gargan importa poco a poco la revolución industrial. Con un molino mecánico transforma los muchos bosques de los alrededores en muchos coches. Esto permite al fabricante a realizar, en 1875, un proyecto a largo plazo: la conexión ferroviaria entre Aulnay y Bondy, dando así a la zona una nueva estación llamada Gargan. Esta línea permite la entrega de las maderas procesadas de la fábrica de La Villette de París. Pronto un doble pueblo sería construido: por un lado, el joven Livry y en el otro, los vecinos del barrio al que llamaron Gargan.
En 1868, se las arregló para llegar a un acuerdo en principio para construir un ferrocarril para conectar los talleres de La Villette a las de Livry. Un año más tarde sufrió un incendio que destruyó parte de los talleres. Solo reconstruyó hasta que la Guerra Franco-prusiana estalló. Las máquinas fueron destruidas y las existencias saqueadas. Avecindado en La Villette, fue elegido teniente de alcalde del distrito organizando la defensa de su barrio. Al final de la guerra, reconstruyó la fábrica y proporciona empleo a los ciudadanos de Livry. Se reactiva poco después de que el proyecto de la línea de ferrocarril entre Bondy y Aulnay-sous-Bois, inaugurado el 30 de mayo de 1875.
Desde 1871, Xavier Gargan integra el Consejo Municipal. Trató de avanzar en la idea de la educación pública, sin éxito. Separándose en 1878. El mismo año, fue miembro del jurado de la Exposición Universal y nombrado Caballero de la Legión de Honor. Mientras tanto, los talleres de París quiebran y los talleres Livry fueron quemados. Gargan debe vender las tierras de Livry. En 1884, sus bienes son adjudicados por el tribunal civil del Sena Charles Edward Brochot, corredor de bolsa en París. Luego se retiró a su ciudad natal en "Casa del Gobernador". El fracaso de la línea, era el mayor accionista, lo sume en la miseria obligándolo a aceptar el cargo de director del asilo de la Abadía de Prémontré cerca de Coucy. Murió en el desempeño de sus funciones el 19 de octubre de 1886.